# Toyosu Luciferin
Singles de Chiaki Kuriyama
Tsukiyo no Shouzou
(2011) 0
(2013)
Toyosu☆Luciferin (とよす☆ルシフェリン) est le 6e single de Chiaki Kuriyama sorti sous le label Defstar Records le 24 avril 2013 au Japon. Il arrive 109e à l'Oricon et reste classé 2 semaines.

## Liste des titres
| 1. | Toyosu☆Luciferin (とよす☆ルシフェリン)                  | 3:58 |
| 2. | Hodokenai, Bokura wa Zettai. (ほどけない、僕等は絶対。) | 3:24 |
| 3. | Roulette de Kuchizuke wo (ルーレットでくちづけを)       | 3:08 |